# Шевьер
Шевье́р (фр. Chevières) — коммуна во Франции, находится в регионе Шампань — Арденны. Департамент коммуны — Арденны. Входит в состав кантона Гранпре. Округ коммуны — Вузье.
Код INSEE коммуны — 08120.
Коммуна расположена приблизительно в 195 км к востоку от Парижа, в 60 км северо-восточнее Шалон-ан-Шампани, в 55 км к югу от Шарлевиль-Мезьера.

## Население
Население коммуны на 2008 год составляло 50 человек.
| 1962 | 1968 | 1975 | 1982 | 1990 | 1999 | 2008 |
| ---- | ---- | ---- | ---- | ---- | ---- | ---- |
| 59   | 62   | 60   | 58   | 51   | 44   | 50   |

## Экономика

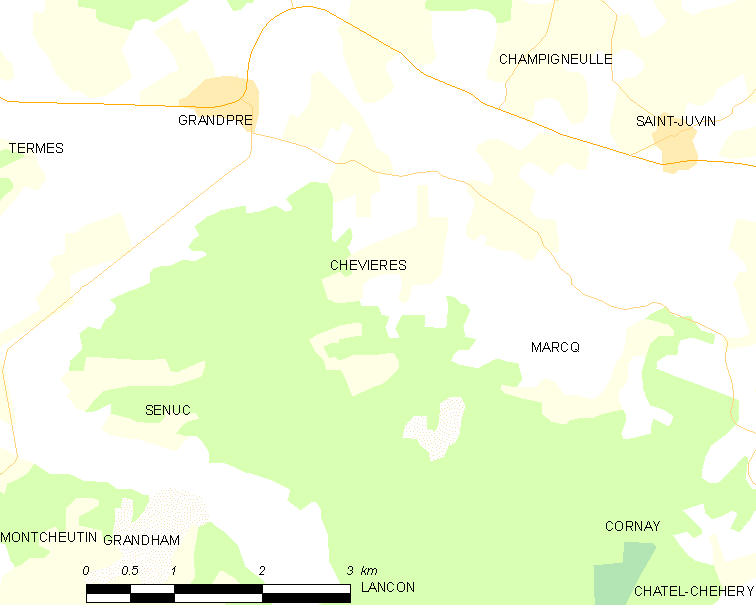
Карта коммуны

В 2007 году среди 33 человек в трудоспособном возрасте (15—64 лет) 16 были экономически активными, 17 — неактивными (показатель активности — 48,5 %, в 1999 году было 55,2 %). Из 16 активных работали 12 человек (10 мужчин и 2 женщины), безработных было 4 (2 мужчин и 2 женщины). Среди 17 неактивных 5 человек были учениками или студентами, 6 — пенсионерами, 6 были неактивными по другим причинам.

## Достопримечательности
- Памятник американскому капитану Кулиджу (1918 год)